# Jesus Christ Gure Jaunaren Testamentu Berria
Iesus Christ Gure Iaunaren Testamentu Berria es una traducción en lengua vasca del Nuevo Testamento (Itun Berria) realizada por Joanes Leizarraga a iniciativa del sínodo de Pau, que fue organizado en 1564 por los calvinistas franceses. El libro fue publicado en la imprenta de Pierre Hautin, en La Rochelle, bastión de los hugonotes, en septiembre de 1571.
La obra está escrita en vasco labordés, teñida de voces del bajo-navarro y del dialecto suletino del euskera. Sin euskera unificado, Joannes Leizarraga intentó crear ex nihilo un lenguaje literario.

## Historia
Convertido en 1560 al protestantismo, bajo el reinado de Juana de Albret, reina de Navarra, hija única de Enrique II de Navarra, y como consecuencia del primer sínodo protestante que se realizó en París en 1559, Joannes Leizarraga fue el encargado de promover la difusión de la Reforma en el seno de la población de lengua vasca.
Esta primera edición comportaba tres libros :
- Jesus Krist Gure Jaunaren Testamentu Berria, el Nuevo Testamento ;
- Kalendrera, calendario de las festividades religiosas ;
- ABC edo Kristinoen instrukzionea, lecciones rudimentarias para el aprendizaje de la lectura y de la doctrina o catecismo cristiano.

Según Luis Villasante, es asombroso que un hombre ausente así de referencias escritas en lengua normalizada y unificada pueda escribir en un lenguaje también culto.